# Дмитровский путепровод
Дми́тровский путепрово́д — автомобильно-пешеходный мост-путепровод на севере города Москвы на территории района Тимирязевский САО на Дмитровским шоссе.

## История
Построен в 1965 году.

Состояние на 2022 год: предаварийное: 
С декабря 2015 года по февраль 2016 года проходило обследование объекта. Специалисты установили, что путепровод находится в предаварийном состоянии. Остаточный срок его службы не превышает два года.

### Реконструкция
Активно ведётся реконструкция путепровода — уже (весна 2022 года) практически готов в конструкциях мост-дублёр.

Рядность моста-дублёра: 4 полосы в каждом направлении.

По окончании работ, путепровод удлинится ещё на 30 метров.
Реконструкцию Дмитровского путепровода завершат к марту 2023 года.

#### Прогнозируемый результат[4]
- обеспечение пропускной способности легкового и грузового автотранспорта по Дмитровскому шоссе;
- улучшение связи с Северо-Восточной хордой;
- увеличение пропускной способности улиц: Валаамская и Линии Октябрьской Железной Дороги (за счет перераспределения потоков.)

#### Сопутствующие работы
Также планируется удлинить подземный пешеходный переход на Дмитровском шоссе на восемь метров. Будет проведена реконструкция 1,5 км прилегающей улично-дорожной сети, в том числе съездов на ул. Валаамская и ул. Линии Октябрьской железной дороги.

## Транспорт
- «Петровско-Разумовская» — действующий остановочный пункт линии МЦД-3 Октябрьской железной дороги в Москве.
- «Петровско-Разумовская» — строящийся остановочный пункт линии МЦД-1 на Савёловском направлении Московской железной дороги в Москве.
- «Петровско-Разумовская» — станция Серпуховско-Тимирязевской и Люблинской линий Московского метрополитена.